# Birgitta Haukdal
Birgitta Haukdal Brynjarsdóttir, född 28 juli 1979 i Húsavík, är en isländsk sångerska. Hon representerade Island i Eurovision Song Contest 2003 med låten Open Your Heart. Sedan 1999 är hon sångerska i Írafár.
2003 vann hon den isländska nationella finalen till Eurovision Song Contest 2003 med låten "Segðu mér allt". Inför tävlingen bytte man språk på låten och den fick titeln "Open Your Heart" (öppna ditt hjärta). Efter att ha fått 81 poäng slutade hon på en åttonde plats i finalen av tävlingen. 
2006 ställde hon än en gång upp i Islands uttagning till Eurovision, denna gång med låten "Mynd af þér", med vilken hon slutade på fjärde plats i finalen som vanns av Silvia Night. 2008 hette hennes bidrag, en duett med Magni Ásgeirsson, i den isländska finalen "Núna veit ég". Låten slutade oplacerad i den nationella finalen. 2013 ställde hon upp i Islands uttagning till Eurovision Song Contest 2013 med låten "Meðal andanna". Med låten tog hon sig till finalen den 2 februari 2013.